# لگولت ۱۹۴۵۸
سیارک ۱۹۴۵۸ (به انگلیسی: 19458 Legault، نامگذاری:1998HE8) نوزده هزار و چهارصد و پنجاه و هشتمین سیارک کشف شده‌است که در ۲۱ آوریل ۱۹۹۸ کشف شد.
قدر مطلق سیارک برابر ۱۴٫۰۰ است.